# 藍背西鯡
藍背西鯡為輻鰭魚綱鲱形目鲱科的其中一種，分布西大西洋區，從加拿大新斯科細亞省至美國佛羅里達州海域，棲息深度5-55公尺，本魚體延長而側扁，肚子鱗甲鮮明，具有鮮明的缺口，體背部黑藍色，腹部藍灰色，腹膜黑色，背鰭軟條15-20枚，臀鰭軟條15-21枚，脊椎骨47-53個，體長可達40公分，棲息在沿海海域的洄游性魚類，成群活動，在半鹹水水域或河口產卵，屬肉食性，以小魚、橈腳類、甲殼類，為高經濟價值的食用魚。

## 擴展閱讀
維基物種上的相關：藍背西鯡